# Systém pro podporu rozhodování

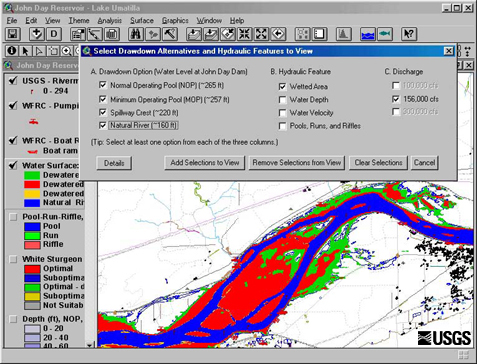
Ukázka uvedeného systému.

Systémy na podporu rozhodování (z angl. Decision Support Systems – DSS) pomáhají svým uživatelům – manažerům – při realizaci řídících a rozhodovacích činností v podnikání. Uživatel tu může srovnávat dílčí výsledky řešení se svými představami a podle toho ovlivňovat další průběh řešení.
Tyto systémy poskytují uživateli nabídky řešení a případně kladením dotazů usměrňují jeho postup. Tyto systémy ale nenahrazují rozhodovatele, jejich výsledkem tedy není rozhodnutí, pouze dávají rozhodovateli soubor variant, urychlují a zpřesňují propočty jejich důsledků a kvantifikují rizika.